# Pranggong (Andong)
Pranggong is een bestuurslaag in het regentschap Boyolali van de provincie Midden-Java, Indonesië. Pranggong telt 2200 inwoners (volkstelling 2010).